# 沢崎
沢崎（さわざき）は、原尞のハードボイルド小説シリーズの主人公で、私立探偵。

## 概要
原のデビュー作『そして夜は甦る』に初登場した。西新宿の旧開発地区の三階建モルタル塗り雑居ビルの2階奥にある「渡辺探偵事務所」を構える私立探偵である。下の名前は明かされない（作者は彼の名を「知っている」ものの、発表するつもりはないそうである）。レイモンド・チャンドラーを意識して執筆されているため、フィリップ・マーロウとの類似や共通点が指摘されるが、一連の作品群は綿密な筋立て構成され、独自の光彩を放つ。初登場の「そして夜は甦る」では1985年時点で40歳と記述があり、その11年前に、初めて渡辺探偵事務所を訪れパートナーとなる渡辺と出会い探偵となる。それから6年後に渡辺は失踪し、一人で事務所を維持している。１メートル75センチ前後の背格好。両切り"ピース"を手放さない愛煙家。まだ走るというだけの理由で乗っている車は、本人曰く喘息が持病のブルーバード。美術、映画、ジャズ、囲碁を好む。野球は特定球団に興味はなく、二つ以上の球団を渡り歩いたロートル選手の活躍を喜ぶ。

## 関連人物
渡辺賢吾
「渡辺探偵事務所」の元所長で、沢崎のパートナーだった男。アルコール依存症。ある事件が元で警察とヤクザの両方から狙われており、第1作以前の時点で逃亡中であり、放浪の生活をしている。時折沢崎のもとへ「W」と署名した紙飛行機の手紙を送る。『私が殺した少女』では一瞬だが夜の街中で沢崎と再会を果たしている。
錦織警部
新宿警察署捜査課に勤務する警部。沢崎を一見見下している。
橋爪
反山口組系暴力団「清和会」の幹部。
相良
橋爪の部下。巨漢。

## 登場作品
すべて早川書房刊。

### 長篇
- そして夜は甦る（単行本：1988年、文庫版：1995年、山本周五郎賞候補作）
  - 巻末付録「マーロウという男」
- 私が殺した少女（単行本：1989年、文庫版：1996年、直木賞・ファルコン賞受賞作）
  - 巻末付録「ある男の身許調査」
- さらば長き眠り（単行本:1995年、文庫版:2000年）
  - 巻末付録「世紀末犯罪事情」
- 愚か者死すべし（単行本:2004年、文庫版:2007年）
  - 巻末付録「帰ってきた男」
- それまでの明日（単行本:2018年 [1]、文庫版:2020年[2]）
  - 巻末付録「」

### 短編集
- 天使たちの探偵（単行本:1990年、文庫版:1997年）
  - 巻末付録「探偵志願の男」

## 脚註
1. ↑  “原尞、14年ぶりの新刊『それまでの明日』、2018年3月1日発売決定！” (2018年3月1日). 2018年3月13日閲覧。
2. ↑  ISBN 978-4150314460